# Abot-Kamay na Pangarap
Abot-Kamay na Pangarap är en filippinsk TV-serie som sändes på GMA Network från 5 september 2022. Carmina Villaroel och Jillian Ward spelar huvudrollerna.

## Rollista (i urval)
- Carmina Villarroel - Lyneth Santos-Tanyag
- Jillian Ward - Analyn Santos Tanyag
- Richard Yap - Robert Jose RJ "Obeng" Tanyag
- Dominic Ochoa - Michael Lobrin
- Pinky Amador - Moira Barretto-Tanyag
- Andre Paras - Luke Antonio
- Wilma Doesnt - Josaline "Josa" Enriquez-Valencia
- Kazel Kinouchi - Zoey Barretto Benitez / Ashley Sevilla
- Jeff Moses - Reagan Tibayan
- Dexter Doria - Susana "Susan" Burgos
- Chuckie Dreyfus - Raymund "Ray" Meneses
- Ariel Villasanta - Cromwell "Croms" Valencia